# 別列濟夫卡 (波爾塔瓦區)
49°42′39″N 34°42′14″E / 49.71083°N 34.70389°E
別列濟夫卡（烏克蘭語：Березівка），是烏克蘭的村落，位於該國中部波爾塔瓦州，由波爾塔瓦區負責管轄，處於斯溫基夫卡河左岸，分別距離扎巴里亞尼2.5公里和魯尼夫希納3公里，海拔高度107米，2001年人口26。